# Stade Salto del Caballo
Le Stade Salto del Caballo (en espagnol : Estadio Salto del Caballo), également connu sous le nom de Stade municipal Salto del Caballo (en espagnol : Estadio Municipal Salto del Caballo), est un stade de football espagnol situé dans la ville de Tolède, en Castille-La Manche.
Le stade, doté de 5 500 places et inauguré en 1973, sert d'enceinte à domicile à l'équipe de football du Club Deportivo Toledo.

## Histoire
Le stade, construit sur l'ancien site des écuries militaires de l'Alcazar de la Academia de Infantería, ouvre ses portes en 1973.
Il est inauguré le 25 novembre 1973 lors d'une défaite 3-1 des locaux du CD Toledo contre l'Atlético Madrid (le premier but officiel au stade étant inscrit par Luis Aragonés, joueur de l'Atlético).

## Événements

### Matchs internationaux de football
| Date               | Compétition  | Équipes                           | Score | Affluence |
| ------------------ | ------------ | --------------------------------- | ----- | --------- |
| 31 mars 1992       | Match amical | Espagne espoirs — Italie espoirs  | ?     | —         |
| 6 octobre 2000     | Match amical | Espagne espoirs — Israël espoirs  | 1-0   | —         |
| 31 mars 2013       | ?            | Espagne espoirs — Norvège espoirs | 5-2   | —         |
| 1er septembre 2017 | ?            | Espagne espoirs — Italie espoirs  | 3-0   | —         |